# Crise d'Italie
On appelle crise d'Italie l'opposition de l'Autriche et de la France pour la maîtrise de l'influence sur l'Italie.
Casimir Perier fait « protéger » la ville d'Ancône en réponse à celle de Bologne par les troupes autrichiennes sur l'invitation du Pape Grégoire XVI.
D'un commun accord, en 1838, l'Autriche et la France se retirent de leurs zones d'occupation respectives en Italie : la France a repoussé l'hégémonie autrichienne sur l'Italie à naître.